# محوطه شماره ۲ پیر کنار
محوطه شماره ۲ پیر کنار مربوط به سده‌های میانه دوران‌های تاریخی پس از اسلام است و در شهرستان ایرانشهر، بخش بمپور، دهستان بمپور غربی، ۲۰۰۰ متری شمال غرب روستای شمس آباد، ۵۰۰ متری شرق زیارت پیر کنار واقع شده و این اثر در تاریخ ۲۷ اسفند ۱۳۸۶ با شمارهٔ ثبت ۲۲۶۷۰ به‌عنوان یکی از آثار ملی ایران به ثبت رسیده است.